# Leon Bunn
Leon Bunn (* 27. August 1992 in Frankfurt am Main) ist ein deutscher Profiboxer im Halbschwergewicht. 

## Amateurkarriere
Leon Bunn begann mit dem Boxen bei der SG Sossenheim, wechselte später an die Kampfsportschule MMA Spirit in Frankfurt und bestritt als Amateur 112 Kämpfe mit 80 Siegen. Er wurde 2005 bis 2015 elfmal in Folge Landesmeister von Hessen in seiner Alters- und Gewichtsklasse, 2010 Deutscher Jugendmeister im Mittelgewicht, 2014 Deutscher Vizemeister (verletzungsbedingter Kampfabbruch aufgrund einer Cutverletzung) und 2015 Deutscher Meister im Halbschwergewicht. In der Saison 2011/2012 boxte er für CSC Frankfurt in der 2. Bundesliga und blieb in sechs Kämpfen ungeschlagen. 2012 bis 2014 boxte er zudem für den Nordhäuser SV in der 1. Bundesliga, blieb in sieben Kämpfen ungeschlagen und wurde in der letzten Saison Deutscher Mannschaftsmeister. 2014 gewann er mit einem Finalsieg gegen Pawel Siljagin das Round Robin Turnier in Heidelberg und wurde als bester Techniker der Veranstaltung ausgezeichnet. 2015 gewann er auch den Chemiepokal in Halle (Saale).
Trotz seiner Erfolge wurde Bunn vom Deutschen Boxsport-Verband nicht für die Olympischen Spiele 2016 berücksichtigt und beendete daraufhin seine Amateurkarriere.

## Profikarriere
Bunn startete seine Profikarriere für den Berliner Boxstall Sauerland Event, wurde von Ulli Wegner betreut und bestritt sein Profidebüt im Dezember 2016 in Sofia. Nach 13 Siegen gewann er am 4. Mai 2019 durch TKO in der neunten Runde gegen Leon Harth und wurde dadurch IBF-International-Champion im Halbschwergewicht. Diesen Titel verteidigte er am 2. November 2019 einstimmig nach Punkten gegen Enrico Kölling. Noch 2019 verlängerte Sauerland die Zusammenarbeit mit Bunn, welcher darüber hinaus bei der Frankfurter Sportgala zu Frankfurts Sportler des Jahres gewählt wurde.
Bis Mai 2022 gewann er drei weitere Kämpfe und wurde inzwischen von Konrad Mittermeier trainiert. Am 22. Oktober 2022 boxte er um den vakanten Weltmeistertitel der IBO im Halbschwergewicht, verlor den Kampf jedoch in seiner Heimatstadt Frankfurt durch TKO in Runde 6 gegen den ebenfalls ungeschlagenen Iren Padraig McCrory.
Am 3. Juni 2023 boxte er bei einer Veranstaltung von Universum Box-Promotion in Hamburg um den Titel WBC-International-Silver im Halbschwergewicht, verlor jedoch gegen den Türken Serhat Güler, der erst seinen dritten Profikampf bestritt, durch K. o. in Runde 10.

## Liste der Profikämpfe
| Jahr                                      | Tag           | Ort                                                  | Gegner                   | Ergebnis für Bunn                                                          |
| ----------------------------------------- | ------------- | ---------------------------------------------------- | ------------------------ | -------------------------------------------------------------------------- |
| 2016                                      | 3. Dezember   | Arena Armeec Sofia, Sofia, Bulgarien                 | Gordan Glisic Profidebüt | Sieg / TKO 1. Runde                                                        |
| 2017                                      | 21. Januar    | Struer Arena, Struer, Dänemark                       | Przemyslaw Binienda      | Sieg / KO 2. Runde                                                         |
| 2017                                      | 25. März      | MBS Arena Potsdam, Potsdam, Deutschland              | Viktor Kessler           | Sieg / TKO 2. Runde                                                        |
| 2017                                      | 28. April     | Arena Armeec Sofia, Sofia, Bulgarien                 | Slobodan Culum           | Sieg / TKO 2. Runde                                                        |
| 2017                                      | 17. Juni      | Rittal Arena, Wetzlar, Deutschland                   | Laszlo Ivanyi            | Sieg / KO 5. Runde                                                         |
| 2017                                      | 9. September  | Max Schmeling Halle, Berlin, Deutschland             | Tomasz Gargula           | Sieg / TKO 5. Runde                                                        |
| 2018                                      | 3. Februar    | Sør Amfi Arena, Arendal, Norwegen                    | Jozsef Racz              | Sieg / Entscheidung (einstimmig)                                           |
| 2018                                      | 17. Februar   | MHPArena, Ludwigsburg, Deutschland                   | Maurice Possiti          | Sieg / Entscheidung (einstimmig)                                           |
| 2018                                      | 28. April     | Baden-Arena, Offenburg, Deutschland                  | Tomas Adamek             | Sieg / Entscheidung (einstimmig)                                           |
| 2018                                      | 14. Juli      | Baden-Arena, Offenburg, Deutschland                  | Serhiy Demchenko         | Sieg / Entscheidung (einstimmig)                                           |
| 2018                                      | 8. September  | Arena Zagreb, Zagreb, Kroatien                       | Emmanuel Feuzeu          | Sieg / TKO 7. Runde                                                        |
| 2018                                      | 1. Dezember   | Schwalbe-Arena, Gummersbach, Deutschland             | Yannick Ngaleu           | Sieg / Entscheidung (einstimmig)                                           |
| 2019                                      | 16. Februar   | CGM Arena, Koblenz, Deutschland                      | Viktor Polyakov          | Sieg / Entscheidung (einstimmig)                                           |
| 2019                                      | 4. Mai        | Fraport Arena, Frankfurt am Main, Deutschland        | Leon Harth               | Sieg / TKO 9. Runde vakante IBF-International-Meisterschaft                |
| 2019                                      | 2. November   | CGM Arena, Koblenz, Deutschland                      | Enrico Kölling           | Sieg / Entscheidung (einstimmig) IBF-International-Meisterschaft           |
| 2020                                      | 26. September | Plazamedia Broadcasting Center, München, Deutschland | Timo Laine               | Sieg / Entscheidung (einstimmig)                                           |
| 2021                                      | 3. Dezember   | Harzlandhalle, Ilsenburg, Deutschland                | Iago Kiziria             | Sieg / Entscheidung (mehrheitlich)                                         |
| 2022                                      | 7. Mai        | Sartory-Säle, Köln, Deutschland                      | Islam Teffahi            | Sieg / KO 2. Runde                                                         |
| 2022                                      | 22. Oktober   | Fabriksporthalle, Frankfurt, Deutschland             | Padraig McCrory          | Niederlage / TKO 6. Runde vakante IBO-Weltmeisterschaft                    |
| 2023                                      | 30. April     | Große Freiheit 36, Hamburg, Deutschland              | Slaviša Simeunović       | Sieg / TKO 1. Runde                                                        |
| 2023                                      | 3. Juni       | Universum-Gym, Hamburg, Deutschland                  | Serhat Güler             | Niederlage / KO 10. Runde WBC-International Silver Light Heavyweight Title |
| Quelle: Leon Bunn in der BoxRec-Datenbank |               |                                                      |                          |                                                                            |

## Daten
- Gewichtsklasse: Halbschwergewicht (bis 79,378 kg / 175 lbs)
- Auslage: Normal (Linksausleger)
- Stil: Konterboxer
- Größe: 181 cm
- Amateurbilanz: 80/25/7 (Siege/Niederlagen/Unentschieden), bei nur drei Niederlagen seit 2012

## Erfolge
Erfolge als Amateur
- 11-facher Hessenmeister (2005–2015)
- 2010: Deutscher Jugendmeister Olympisches Boxen
- Bundesliga-Saison 2011/12: Ungeschlagen in sechs Kämpfen für den CSC Frankfurt (2. Bundesliga)
- Bundesliga-Saison 2012/13: Ungeschlagen in zwei Kämpfen für den SV Nordhausen (1. Bundesliga)
- Bundesliga-Saison 2013/14: Ungeschlagen in fünf Kämpfen für den SV Nordhausen (1. Bundesliga)
- 2014: Sieger Round Robin Turnier: Deutschland vs Russland vs Großbritannien, Auszeichnung als bester Techniker der Veranstaltung[20]
- 2014: Deutscher Vizemeister (Verletzungsabbruch im Finale) im Halbschwergewicht
- 2014: Deutscher Mannschaftsmeister 1. Bundesliga mit dem SV Nordhausen
- 2015: Deutscher Meister im Halbschwergewicht
- 2015: Chemiepokalsieger im Halbschwergewicht

Erfolge als Profi
- 2019 IBF-International-Meisterschaft

Persönliche Erfolge
- Frankfurts Sportler des Jahres 2019[21]

## Sonstiges
Leon Bunn kämpft für den Boxverein Spirit Frankfurt, der Boxabteilung des international erfolgreichen Mixed Martial Arts Kampfsportvereins MMA Spirit. Dort trainiert er unter seinem Vater Ralph Bunn.